# DeWereldMorgen.be
DeWereldMorgen.be est un site web d'information belge néerlandophone. Outre une petite équipe éditoriale professionnelle, de nombreux journalistes citoyens sont actifs. Afin de ne pas dépendre des annonceurs, DeWereldMorgen.be fonctionne avec une combinaison de revenus : dons des lecteurs, subventions du gouvernement et d'une soixantaine d'organisations sociales, dont plusieurs fédérations syndicales.

## Histoire
DeWereldMorgen.be est lancé le 1er mars 2010 par Dirk Barrez (Global Society vzw avec Pala.be) et Han Soete (GetBasic vzw avec Indymedia.be) avec une équipe éditoriale sans logique commerciale. Ils critiquent les médias traditionnels, qui prétendent être neutres dans leurs reportages, mais appliqueraient souvent la censure dans le contexte du marketing, car sans revenus publicitaires, il n'y aurait pas d'équipe éditoriale.
En octobre 2012, l'équipe éditoriale permanente est rejointe par Lode Vanoost. Après le passage de Soete au Parti travailliste de Belgique en juillet 2013, Christophe Callewaert et Bieke Purnelle reprennent la coordination. Le cofondateur Dirk Barrez déplore que le média intentionnellement pluraliste se soit transformé en porte-parole du PVDA, du fait que GetBasic soit resté une organisation de ce parti de gauche. En 2014, Ciska Hoet prend également en charge la coordination générale. En février 2017, Helenka Spanjer rejoint l'équipe éditoriale. 